# WrestleMania
WrestleMania — премиальное живое шоу по рестлингу, ежегодно проводимое с 1985 года американским рестлинг-промоушном WWE. Шоу проводится в марте-апреле по системе pay-per-view (PPV), а также доступно для потоковой трансляции через WWE Network с 2014 года и Peacock с 2021 года.
Является ключевым шоу WWE в году: на нём проводятся самые долгожданные матчи, завершаются основные сюжеты.
Концепция WrestleMania была создана владельцем WWE Винсом Макмэном, а название дал ринг-анонсер и член Зала славы WWE Говард Финкель. С того момента проведено 38 шоу. 39 шоу запланировано на 1 и 2 апреля 2023 года в Инглвуде, Калифорния.
Широкий успех WrestleMania помог трансформировать рестлинг в элемент поп-культуры. Такие знаменитости, как Арета Франклин, Синди Лопер, Мохаммед Али, Мистер Ти, Элис Купер, Памела Андерсон, Майк Тайсон, Дональд Трамп, Флойд Мэйвезер, Микки Рурк, Снуп Догг, Шон Комбс, Кид Рок, Фред Дёрст, Оззи Осборн, Роб Гронковски, Шакил О’Нил и Бэд Банни участвовали в WrestleMania в разные годы.
Первая WrestleMania прошла 31 марта 1985 года в Нью-Йорке в «Мэдисон-сквер-гарден». Юбилейные 10-е и 20-е шоу также прошли на этой арене. WrestleMania III в Понтиаке, Мичиган до 2010 являлась самым посещаемым спортивным событием в мире, прошедшим на крытой арене, на ней находилось 93 173 болельщиков. В 2016 году WrestleMania 32 стала самым посещаемым рестлинг-шоу, проведённым в США (101 763 зрителей). WrestleMania проводится в Северной Америка — 36 шоу прошло в США, дважды (1990, 2002) шоу проводилась в Канаде.
Из-за пандемии COVID-19 WrestleMania 36 впервые проводилась без зрителей. Это была также первая WrestleMania, которая проводилась в течение двух дней. WrestleMania 37 в 2021 году стала первым мероприятием компании, на котором во время пандемии присутствовали болельщики, хотя и с пониженной вместимостью зала, после чего компания возобновила гастроли в июле того же года при полной вместимости зала.

## WrestleMania Axxess
В 1988 году WWF совместно с The Trump Organization подготовила небольшой фестиваль в честь WrestleMania IV, который включал раздачу автографов, бранч и забег на 5 км; мероприятие было повторено в 1989 году в честь WrestleMania V. В 1992 году в день WrestleMania VIII был проведен фестиваль, который включал конкурс двойников суперзвезд WWF и турнир по аркадной игре WWF WrestleFest. В 1993 году WWF провела «Бранч WrestleMania» в день WrestleMania IX, во время которого Лекс Люгер напал на Брета Харта. В 1994 году WWF предложила «Фан-фест» на выходные WrestleMania X, который позволил фанатам выйти на ринг WWF, принять участие в играх, встретиться с суперзвездами и приобрести атрибутику; за этим событием в 1995 году последовал ещё один «Фан-фест» на WrestleMania XI. Для WrestleMania XV, концерт перед мероприятием, известный как «Вечеринка ярости WrestleMania» был проведен в Pennsylvania Convention Center и показан на канале USA Network в часовом специальном выпуске, с выступлениями Айзека Хейса и Биг Пуна.
На следующий год WWF провела свое первое мероприятие WrestleMania Axxess в Anaheim Convention Center, развивая идею «Вечеринки ярости WrestleMania». Мероприятие включало раздачу автографов и памятных сувениров членам Зала славы WWE. Также были мероприятия, где фанаты могли выйти на ринг и прокомментировать матч. В 2001 году WrestleMania Axxess была проведена в Reliant Hall, который расширил мероприятие, добавив множество мероприятий, включая зоны, где посетители могли купить специальные товары, увидеть грузовик с продукцией и проверить специальные автомобили WWE. В 2002 году WrestleMania Axxess стал трехдневным (14-16 марта) и проводилась в Canadian National Exhibition. Трехдневное мероприятие включало те же мероприятия, что и однодневное. 2003 год стал последним WrestleMania Axxess в конференц-центре в течение 6 лет. С 2004 по 2008 год WrestleMania Axxess посещала города США и Канады с уменьшенной гастрольной версией того, что ранее было представлено на регулярных мероприятиях Axxess. В 2009 году WrestleMania Axxess вернулась и с тех пор проводится каждый год как четырёхдневное мероприятие в конференц-центрах и аренах в городе, принимающем WrestleMania в этом году.

## Даты и места проведения
| Шоу                  | Дата           | Город                                                                  | Арена                                                                 | Зрителей              | Главное событие | Прим.  |
| -------------------- | -------------- | ---------------------------------------------------------------------- | --------------------------------------------------------------------- | --------------------- | --- | ------ |
| WrestleMania I       | 31 марта 1985  | Нью-Йорк,                                                              | Мэдисон-сквер-гарден                                                  | 19 121                | Халк Хоган и Мистер Ти пр. Родди Пайпера и Пола Орндорффа | [ 7 ]  |
| WrestleMania 2       | 7 апреля 1986  | Лос-Анджелес, Калифорния, ; Роузмонт, Иллинойс, ; Юниондейл, Нью-Йорк, | Нассау Ветеранз Мемориал Колизеум; Роузмонт Хорайзон; Нассау Колизеум | 16 585; 9 000; 14 500 | Халк Хоган (ч) пр. Кинг Конга Банди Матч в стальной клетке за титул чемпиона WWF                                                                                                | [ 8 ]  |
| WrestleMania III     | 29 марта 1987  | Понтиак, Мичиган,                                                      | Понтиак Сильвердом                                                    | 93 173                | Халк Хоган (ч) пр. Андре Гиганта Матч за титул чемпиона WWF | [ 9 ]  |
| WrestleMania IV      | 27 марта 1988  | Атлантик-Сити, Нью-Джерси,                                             | Трамп-плаза                                                           | 18 165                | Рэнди Севидж (с Мисс Элизабет) пр. Теда Дибиаси (с Андре Гигантом) Матч за титул чемпиона WWF                                                                                   | [ 10 ] |
| WrestleMania V       | 2 апреля 1989  | Атлантик-Сити, Нью-Джерси,                                             | Трамп-плаза                                                           | 18 946                | Халк Хоган пр. Рэнди Сэвиджа Матч за титул чемпиона WWF в тяжёлом весе | [ 11 ] |
| WrestleMania VI      | 1 апреля 1990  | Торонто, Онтарио,                                                      | Скайдом                                                               | 67 678                | Последний Воин пр. Халка Хогана Матч за титулы чемпиона WWF и интерконтинентального чемпиона WWF                                                                                | [ 12 ] |
| WrestleMania VII     | 24 марта 1991  | Лос-Анджелес, Калифорния,                                              | Мемориальная спортивная арена Лос-Анджелеса                           | 16 158                | Халк Хоган пр. Сержанта Слотера (с Генералом Аднаном) Матч за титул чемпиона WWF в тяжёлом весе                                                                                 | [ 13 ] |
| WrestleMania VIII    | 5 апреля 1992  | Индианаполис, Индиана,                                                 | Хузьер Доум                                                           | 62 167                | Халк Хоган пр. Сида Вишеса | [ 14 ] |
| WrestleMania IX      | 4 апреля 1993  | Лас-Вегас, Невада,                                                     | Сизарс-пэлас                                                          | 16 891                | Халк Хоган пр. Ёокозуны (с Мистером Фуджи) Матч за титул чемпиона WWF в тяжёлом весе                                                                                            | [ 15 ] |
| WrestleMania X       | 20 марта 1994  | Нью-Йорк,                                                              | Мэдисон-сквер-гарден                                                  | 19 444                | Брет Харт пр. Йокозуны (с Мистером Фуджи и Джимом Корнеттом) Матч за титул чемпиона WWF в тяжёлом весе                                                                          | [ 16 ] |
| WrestleMania XI      | 2 апреля 1995  | Хартфорд, Коннектикут,                                                 | Хартфорд Сивик Центр                                                  | 16 305                | Лоуренс Тэйлор пр. Бам Бам Бигелоу | [ 17 ] |
| WrestleMania XII     | 31 марта 1996  | Анахайм, Калифорния,                                                   | Арроухед Понд                                                         | 18 853                | Шон Майклз пр. Брета Харта Матч «Железный человек» за титул чемпиона WWF в тяжёлом весе                                                                                         | [ 18 ] |
| WrestleMania 13      | 23 марта 1997  | Роузмонт, Иллинойс,                                                    | Роузмонт Хорайзон                                                     | 18 197                | Гробовщик пр. Сайхо Сида Матч за титул чемпиона WWF в тяжёлом весе | [ 19 ] |
| WrestleMania XIV     | 29 марта 1998  | Бостон, Массачусетс,                                                   | Флит Центр                                                            | 19 028                | Стив Остин пр. Шона Майклза Матч за титул чемпиона WWF в тяжёлом весе, специальный судья — Майк Тайсон                                                                          | [ 20 ] |
| WrestleMania XV      | 28 марта 1999  | Филадельфия, Пенсильвания,                                             | Фёст Юнион-центр                                                      | 19 514                | Стив Остин пр. Скалы Матч за титул чемпиона WWF в тяжёлом весе | [ 21 ] |
| WrestleMania 2000    | 2 апреля 2000  | Анахайм, Калифорния,                                                   | Арроухед Понд                                                         | 18 034                | Triple H пр. Скалы пр. Мика Фоли пр. Биг Шоу Матч на выбывание за титул чемпиона WWF                                                                                            | [ 22 ] |
| WrestleMania Х-Seven | 1 апреля 2001  | Хьюстон, Техас,                                                        | Релайант Астродом                                                     | 67 925                | Стив Остин пр. Скалы Матч без дисквалификации за титул чемпиона WWF | [ 23 ] |
| WrestleMania X8      | 17 марта 2002  | Торонто, Онтарио,                                                      | Скайдом                                                               | 68 237                | Triple H пр. Криса Джерико Матч за титул неоспоримого чемпиона WWF | [ 24 ] |
| WrestleMania XIX     | 30 марта 2003  | Сиэтл, Вашингтон,                                                      | Сейфко-филд                                                           | 54 097                | Брок Леснар пр. Курта Энгла Матч за титул чемпиона WWE | [ 25 ] |
| WrestleMania XX      | 14 марта 2004  | Нью-Йорк,                                                              | Мэдисон-сквер-гарден                                                  | 20 000                | Крис Бенуа пр. Triple H пр. Шона Майклза Матч за титул чемпиона мира в тяжелом весе                                                                                             | [ 26 ] |
| WrestleMania 21      | 3 апреля 2005  | Лос-Анджелес, Калифорния,                                              | Стэйплс-центр                                                         | 20 193                | Батиста пр. Triple H Матч за титул чемпиона мира в тяжелом весе | [ 27 ] |
| WrestleMania 22      | 2 апреля 2006  | Чикаго, Иллинойс,                                                      | Олстейт Арена                                                         | 17 159                | Джон Сина пр. Triple H Матч за титул чемпиона WWE | [ 28 ] |
| WrestleMania 23      | 1 апреля 2007  | Детройт, Мичиган,                                                      | Форд Филд                                                             | 80 103                | Джон Сина пр. Шона Майклза Матч за титул чемпиона WWE | [ 29 ] |
| WrestleMania XXIV    | 30 марта 2008  | Орландо, Флорида,                                                      | Ситрус Боул                                                           | 74 635                | Гробовщик пр. Эджа Матч за титул чемпиона мира в тяжелом весе | [ 30 ] |
| WrestleMania XXV     | 5 апреля 2009  | Хьюстон, Техас,                                                        | Релайант Стэдиум                                                      | 72 744                | Triple H пр. Рэнди Ортона Матч за титул чемпиона WWE | [ 31 ] |
| WrestleMania XXVI    | 28 марта 2010  | Финикс, Аризона,                                                       | Юниверсити оф Финикс Стэдиум                                          | 72 219                | Гробовщик пр. Шона Майклза Победная серия Гробовщика пр. карьеры Шона Майклза                                                                                                   | [ 33 ] |
| WrestleMania XXVII   | 3 апреля 2011  | Атланта, Джорджия,                                                     | Джорджия Доум                                                         | 71 617                | Миз пр. Джона Сины Матч за титул чемпиона WWE | [ 34 ] |
| WrestleMania XXVIII  | 1 апреля 2012  | Майами, Флорида,                                                       | Сан Лайф-стэдиум                                                      | 78 363                | Скала пр. Джона Сины | [ 35 ] |
| WrestleMania 29      | 7 апреля 2013  | Ист-Ратерфорд, Нью-Джерси,                                             | Метлайф-стэдиум                                                       | 80 676                | Скала пр. Джона Сины Матч за титул чемпиона WWE | [ 36 ] |
| WrestleMania XXX     | 6 апреля 2014  | Новый Орлеан,Луизиана,                                                 | Мерседес-Бенц Супердоум                                               | 75 167                | Батиста пр. Рэнди Ортона пр. Дэниела Брайана Матч за титул чемпиона мира в тяжелом весе                                                                                         | [ 37 ] |
| WrestleMania 31      | 29 марта 2015  | Санта-Клара, Калифорния,                                               | Ливайс Стэдиум                                                        | 76 976                | Брок Леснар пр. Романа Рейнса пр. Сета Роллинса Матч за титул чемпиона WWE в тяжёлом весе                                                                                       | [ 38 ] |
| WrestleMania 32      | 3 апреля 2016  | Арлингтон, Техас,                                                      | Эй-ти-энд-ти Стэдиум                                                  | 101 763               | Triple H пр. Романа Рейнса Матч за титул чемпиона WWE в тяжёлом весе | [ 39 ] |
| WrestleMania 33      | 2 апреля 2017  | Орландо, Флорида,                                                      | Ситрус Боул                                                           | 75 245                | Гробовщик пр. Романа Рейнса | [ 40 ] |
| WrestleMania 34      | 8 апреля 2018  | Новый Орлеан, Луизиана,                                                | Мерседес-Бенц Супердоум                                               | 78 133                | Брок Леснар пр. Романа Рейнса Матч за титул чемпиона Вселенной WWE | [ 41 ] |
| WrestleMania 35      | 7 апреля 2019  | Ист-Ратерфорд, Нью-Джерси,                                             | Метлайф-стэдиум                                                       | 82 265                | Ронда Раузи пр. Шарлотт Флэр пр. Бе́кки Линч Матч за титулы женского чемпиона WWE Raw и женского чемпиона WWE SmackDown                                                          | [ 42 ] |
| WrestleMania 36      | 4 апреля 2020  | Орландо, Флорида,                                                      | WWE Performance Center                                                | 0                     | Гробовщик пр. Эй Джей Стайлза Матч «Похоронен заживо» на кладбище | [ 43 ] |
| WrestleMania 36      | 5 апреля 2020  | Орландо, Флорида,                                                      | WWE Performance Center                                                | 0                     | Брок Леснар пр. Дрю Макинтайра Матч за титул чемпиона Вселенной WWE | [ 43 ] |
| WrestleMania 37      | 10 апреля 2021 | Тампа, Флорида,                                                        | Рэймонд Джеймс-стэдиум                                                | 25 675                | Саша Бэнкс пр. Бьянки Белэр Матч за титул женского чемпиона WWE SmackDown | [ 44 ] |
| WrestleMania 37      | 11 апреля 2021 | Тампа, Флорида,                                                        | Рэймонд Джеймс-стэдиум                                                | 25 675                | Роман Рейнс пр. Эджа пр. Дэниела Брайана Матч за титул чемпиона Вселенной WWE                                                                                                   | [ 44 ] |
| WrestleMania 38      | 2 апреля 2022  | Арлингтон, Техас,                                                      | Эй-ти-энд-ти Стэдиум                                                  | 77 899                | Стив Остин пр. Кевина Оуэнса | [ 46 ] |
| WrestleMania 38      | 3 апреля 2022  | Арлингтон, Техас,                                                      | Эй-ти-энд-ти Стэдиум                                                  | 78 453                | Роман Рейнс пр. Брока Леснара Матч «Победитель получает всё» за объединение титулов                                                                                             | [ 46 ] |
| WrestleMania 39      | 2 апреля 2023  | Инглвуд, Калифорния,                                                   | SoFi-стэдиум                                                          | 80 479 81 395         | Кевин Оэунс и Сами Зейн пр. Братьев Усо Матч за 《неоспоримое командное чемпионство WWE》 Роман Рейнс пр. Коди Роудса Матч за 《неоспоримое чемпионство Вселенной WWE》         | [ 44 ] |
| WrestleMania 39      | 3 апреля 2023  | Инглвуд, Калифорния,                                                   | SoFi-стэдиум                                                          | 80 479 81 395         | Кевин Оэунс и Сами Зейн пр. Братьев Усо Матч за 《неоспоримое командное чемпионство WWE》 Роман Рейнс пр. Коди Роудса Матч за 《неоспоримое чемпионство Вселенной WWE》         | [ 44 ] |
| WrestleMania XL      | 6 апреля 2024  | Филадельфия, Пенсильвания,                                             | Lincoln Financial Field                                               | 72 543 72 755         | (The Bloodline)Роман Рейнс и Скала пр. Коди Роудса и Сета Роллинса Роман Рейнс пр. Коди Роудса Матч по правилам The Bloodline, за титул 《неоспоримого чемпиона Вселенной WWE》 | [ 44 ] |
| WrestleMania XL      | 7 апреля 2024  | Филадельфия, Пенсильвания,                                             | Lincoln Financial Field                                               | 72 543 72 755         | (The Bloodline)Роман Рейнс и Скала пр. Коди Роудса и Сета Роллинса Роман Рейнс пр. Коди Роудса Матч по правилам The Bloodline, за титул 《неоспоримого чемпиона Вселенной WWE》 | [ 44 ] |

## Серия Гробовщика
«Серия» (англ. The Streak) — серия из 21 победы рестлера Гробовщика на главном ежегодном событии WWE — WrestleMania. Она началась на WrestleMania VII в 1991 году, когда он победил Джимми Снуку, и завершилась победой над Си Эм Панком на WrestleMania 29 в 2013 году; Гробовщик отсутствовал на WrestleMania X в 1994 году и WrestleMania 2000 из-за травмы. В целом, за время «Серии» он победил 18 человек, включая три поединка с Triple H и по два с Кейном и Шоном Майклзом, а также матч-гандикап против Эй-Трейна и Биг Шоу на WrestleMania XIX. Хотя каждая победа была предопределена и не являлась настоящим соревнованием, как в других видах спорта, эта череда побед была названа изданием спортивных новостей The 42 «величайшей победной серией в спорте», а Sky Sports сравнил её с победами боксера Флойда Мэйвезера.
Полоса стала краеугольным камнем WrestleMania, причем потенциальная победа над Гробовщиком на этом мероприятии была названа большей честью, чем победа матче за чемпионство WWE. В течение многих лет шли споры о том, кто, если кто-либо, должен прервать «Серию», известные рестлеры давали свои комментарии. На WrestleMania XXX в 2014 году Гробовщик проиграл Броку Леснару, тем самым прервав «Серию».

### Статистика матчей Гробовщика на WrestleMania
| Серия | WrestleMania | Год  | Соперник           | Примечания                                                                       | Ссылки |
| ----- | ------------ | ---- | ------------------ | -------------------------------------------------------------------------------- | ------ |
| 1—0   | VII          | 1991 | Джимми Снука       |                                                                                  | [ 62 ] |
| 2—0   | VIII         | 1992 | Джейк Робертс      |                                                                                  | [ 63 ] |
| 3—0   | IX           | 1993 | Гигант Гонсалес    | Победа в результате дисквалификации соперника                                    | [ 64 ] |
| 4—0   | XI           | 1995 | Кинг-Конг Банди    | Специальный судья Ларри Янг                                                      | [ 65 ] |
| 5—0   | XII          | 1996 | Дизель             |                                                                                  | [ 66 ] |
| 6—0   | 13           | 1997 | Сайко Сид          | Поединок за титул чемпиона WWF в матче без дисквалификаций                       | [ 67 ] |
| 7—0   | XIV          | 1998 | Кейн               |                                                                                  | [ 68 ] |
| 8—0   | XV           | 1999 | Биг Босс Мен       | Матч «Ад в клетке».                                                              | [ 69 ] |
| 9—0   | Х-Seven      | 2001 | Triple H           |                                                                                  | [ 70 ] |
| 10—0  | X8           | 2002 | Рик Флэр           | Поединок без дисквалификаций                                                     | [ 71 ] |
| 11—0  | XIX          | 2003 | Биг Шоу и Эй-Трейн | Гандикап                                                                         | [ 72 ] |
| 12—0  | XX           | 2004 | Кейн               |                                                                                  | [ 73 ] |
| 13—0  | 21           | 2005 | Рэнди Ортон        |                                                                                  | [ 74 ] |
| 14—0  | 22           | 2006 | Марк Генри         | Поединок с гробами                                                               | [ 75 ] |
| 15—0  | 23           | 2007 | Батиста            | Поединок за титул Чемпиона мира в тяжелом весе                                   | [ 76 ] |
| 16—0  | XXIV         | 2008 | Эдж                | Поединок за титул Чемпиона мира в тяжелом весе                                   | [ 77 ] |
| 17—0  | XXV          | 2009 | Шон Майклз         |                                                                                  | [ 78 ] |
| 18—0  | XXVI         | 2010 | Шон Майклз         | Поединок без дисквалификации. Серия побед Гробовщика против Карьеры Шона Майклза | [ 79 ] |
| 19—0  | XXVII        | 2011 | Triple H           | Поединок без дисквалификации                                                     | [ 80 ] |
| 20—0  | XXVIII       | 2012 | Triple H           | Матч «Ад в клетке». Специальный рефери Шон Майклз                                | [ 81 ] |
| 21—0  | 29           | 2013 | Си Эм Панк         |                                                                                  | [ 82 ] |
| 21—1  | XXX          | 2014 | Брок Леснар        | Серия побед Гробовщика официально прервана                                       | [ 83 ] |
| 22—1  | 31           | 2015 | Брэй Уайатт        |                                                                                  | [ 84 ] |
| 23—1  | 32           | 2016 | Шейн Макмэн        | Если Гробовщик проиграет, эта WrestleMania станет для него последней             | [ 85 ] |
| 23—2  | 33           | 2017 | Роман Рейнс        | Поединок без дисквалификаций                                                     | [ 86 ] |
| 24—2  | 34           | 2018 | Джон Сина          | Матч закончился за 2 минуты 45 секунд                                            | [ 87 ] |
| 25—2  | 36           | 2020 | Эй Джей Стайлз     | Поединок на кладбище                                                             | [ 88 ] |